# Janjanbureh
Janjanbureh é um distrito da Gâmbia.